# Воскресенское (Челябинская область)

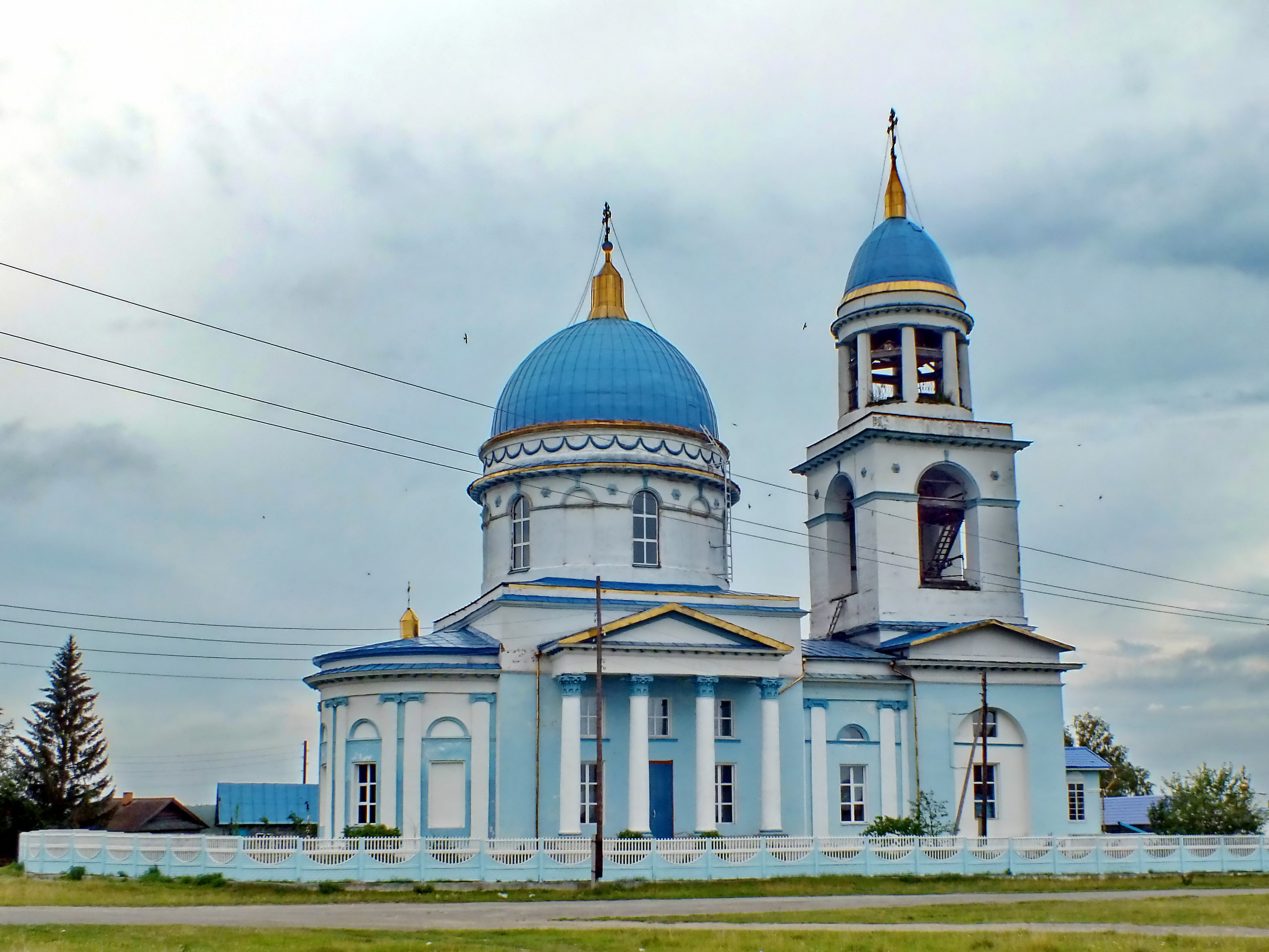
Церковь иконы Божией Матери «Знамение»

Воскресе́нское — село в Каслинском районе Челябинской области России. Входит в состав Тюбукского сельского поселения.

## География
Село расположено по берегам реки Синары, примерно в 18 км к северу от районного центра, города Касли, на высоте 247 метров над уровнем моря.

## История
Дата основания села не установлена. На карте выпуска 1735 года в этом месте указана татарская деревня Уразаева, а на карте 1742 года — Катерметева. В 1751 году земли вокруг озера Синара перешли во владение горнопромышленнику Н. Г. Клеопину, куда им были переселены крепостные крестьяне из новгородских владений. В то время село было огорожено крепостными стенами, а мужское население было записано в казаки и защищало близлежащие деревни от набегов башкир.
В 1784 году имение, включавшее в себя Воскресенское было продано владельцу Кыштымских заводов Н. Н. Демидову, а позднее, в 1809 году, стало собственностью заводчика Л. И. Расторгуева. Население села того времени занималось в основном добычей руды и выжиганием древесного угля для нужд Кыштымских заводов.
В 1823 году жители оказали поддержку восставшим мастеровым и рабочим в Кыштымском горном округе, в 1826 году — участвовали в волнениях на Соймановском золотом прииске, известных как «девичий бунт».
В 1874 году в Воскресенском была открыта земская народная школа.
В июле 1918 года в селе располагался штаб 43-го стрелкового полка 5-й стрелковой дивизии под командованием Василия Чуйкова в составе 5-й армии РККА Восточного фронта. Войска двигались к Челябинску для участия в Челябинской операции.
После Октябрьской революции в 1918 году была организована сельскохозяйственная коммуна «Рассвет». В период коллективизации, в 1930 году, в Воскресенском был образован колхоз «Синара», который впоследствии был разделён на два самостоятельных колхоза: имени Сталина и имени Молотова. В 1950 году хозяйственную деятельность осуществлял только колхоз имени Сталина. В 1960 году на территории села разместилось отделение Тюбукского совхоза.
В Воскресенском родился Герой Советского Союза Пётр Афанасьевич Кашпуров, а также жила и работала Герой Социалистического Труда Людмила Михайловна Атмажитова.

## Население
| 2002 | 2010 |
| ---- | ---- |
| 299  | ↘287 |

По данным Всероссийской переписи, в 2010 году в селе проживали 133 мужчины и 154 женщины.

## Достопримечательности
В селе расположен храм во имя Знамения Божией Матери, возведённый в период с 1822 по 1835 годы по проекту архитектора М. П. Малахова.